# Neocheiridium strinatii
Espèce
Neocheiridium strinatii est une espèce de pseudoscorpions de la famille des Cheiridiidae.

## Distribution
Cette espèce est endémique des Antilles. Elle se rencontre à Curaçao et à Aruba.

## Étymologie
Cette espèce est nommée en l'honneur de Pierre Strinati.

## Publication originale
- Mahnert & Aguiar, 1986 : Wiederbeschreibung von Neocheiridium corticum (Balzan, 1890) und Beschreibung von zwei neuen Arten der Gattung aus Sudamerika (Pseudoscorpiones, Cheiridiidae). Mitteilungen der Schweizerischen Entomologischen Gesellschaft, vol. 59, no 3/4, p. 499-509.